# Torsten Wiesel
Torsten Nils Wiesel (ur. 3 czerwca 1924 w Uppsali) – szwedzki neurobiolog, profesor na uczelni Harvard Medical School w Bostonie.

## Życiorys
Był synem Fritza Wiesela, psychiatry pracującego w szpitalu Beckomberga sjukhus, W 1954 roku ukończył studia medyczna w Instytucie Karolinska w Sztokholmie. Wśród jego wykładowców był Carl Gustaf Bernhard Pozostał przez rok w instytucie jako instruktor fizjologii, a następnie wyjechał na staż podoktorski w zespole Stephena Kufflera na Johns Hopkins University w Baltimore. Tam rozpoczął współpracę z Davidem Hublem. Ich badania, prowadzone na zwierzętach laboratoryjnych, dotyczyły badania przepływu impulsów nerwowych z oka do kory wzrokowej, co pozwoliło na opisanie jej elementów strukturalnych i funkcjonalnych. Badali także zaburzenia widzenia u młodych zwierząt, co utwierdziło ich w przekonaniu, że w przypadku wad wzroku wykrywanych u niemowląt, konieczna jest szybka interwencja chirurgiczna.
W 1959 roku Stephen Kuffler otrzymał propozycję objęcia stanowiska profesora farmakologii w Harvard Medical School. Wraz z nim przenieśli się członkowie jego zespołu, w tym Wiesel i Hubel. Od 1973 roku Wiesel kierował tam Wydziałem Neurobiologii.
W 1981 roku Torsten Wiesel i David Hubel otrzymali Nagrodę Nobla w dziedzinie fizjologii lub medycyny za odkrycie mechanizmu przetwarzania informacji wzrokowych. Trzecim laureatem (1/2) był Roger Wolcott Sperry, nagrodzony za prace dotyczące rozdzielonego mózgu.
W 1983 roku Wiesel objął stanowisko profesora na Uniwersytecie Rockefellera.

## Wyróżnienia i nagrody
- Louisa Gross Horwitz Prize (1978)
- Nagroda Nobla w dziedzinie fizjologii lub medycyny (1981)
- National Medal of Science (2005)